# Meeting International Mohammed VI d’Athlétisme 2014
Meeting International Mohammed VI d’Athlétisme 2014 – mityng lekkoatletyczny, który odbył się 8 czerwca 2014 w marokańskim Marrakeszu. Zawody były kolejną odsłoną cyklu World Challenge Meetings rozgrywanego pod egidą IAAF.

## Rezultaty

### Mężczyźni
| Konkurencja                   | 1. miejsce        | Rezultat | 2. miejsce           | Rezultat    | 3. miejsce              | Rezultat    |
| Bieg na 100 m                 | Kim Collins       | 10,13    | Femi Ogunode         | 10,14       | Kemar Bailey-Cole       | 10,16       |
| Bieg na 200 m                 | Femi Ogunode      | 20,16 NR | Jason Livermore      | 20,28       | Mosito Lehata           | 20,44       |
| Bieg na 800 m                 | Mohammed Aman     | 1:45,58  | Abubaker Kaki Khamis | 1:45,61     | Amine El Manaoui        | 1:46,27     |
| Bieg na 1500 m                | Sadik Mikhou      | 3:34,36  | İlham Tanui Özbilen  | 3:34,76     | Aman Wote               | 3:34,80     |
| Bieg na 5000 m                | Albert Rop        | 13:14,45 | Ilias Fifa           | 13:14,89 PB | Vincent Rono            | 13:16,42 PB |
| Bieg na 3000 m z przeszkodami | Clement Kemboi    | 8:18,73  | Brahim Taleb         | 8:20,20     | Haron Lagat             | 8:22,46     |
| Skok wzwyż                    | Bohdan Bondarenko | 2,39     | Iwan Uchow           | 2,33        | Mihai Donisan           | 2,25        |
| Trójskok                      | Tosin Oke         | 16,62w   | Nelson Évora         | 16,62       | Jonathan Henrique Silva | 16,58       |
| Rzut oszczepem                | Dmitrij Tarabin   | 81,27    | Risto Mätas          | 79,03       | Tanel Laanmäe           | 78,64       |

### Kobiety
| Konkurencja:                  | 1. miejsce        | Rezultat   | 2. miejsce            | Rezultat   | 3. miejsce       | Rezultat |
| Bieg na 200 m                 | Simone Facey      | 22,70      | Aleen Bailey          | 22,89      | Crystal Emmanuel | 23,20    |
| Bieg na 800 m                 | Maryna Arzamasawa | 2:00,71    | Molly Beckwith-Ludlow | 2:00,91    | Malika Akkawi    | 2:01,13  |
| Bieg na 1500 m                | Dawit Seyoum      | 3:59,53 PB | Anna Szczagina        | 4:05,58 PB | Anna Miszczenko  | 4:06,10  |
| Bieg na 100 m przez płotki    | LoLo Jones        | 12,74      | Kristi Castlin        | 12,81      | Yvette Lewis     | 13,14    |
| Bieg na 400 m przez płotki    | Wenda Nel         | 54,82 PB   | Tiffany Ross-Williams | 54,82      | Hanna Titimeć    | 55,49    |
| Bieg na 3000 m z przeszkodami | Hiwot Ayalew      | 9:24,11    | Ruth Chebet           | 9:27,90 PB | Salima Alami     | 9:32,23  |
| Skok w dal                    | Tianna Bartoletta | 6,93 PB WL | Funmi Jimoh           | 6,74       | Olga Kuczerienko | 6,70     |
| Pchnięcie kulą                | Valerie Adams     | 19,69      | Hałyna Obłeszczuk     | 18,82      | Anita Márton     | 18,11    |
| Rzut młotem                   | Kathrin Klaas     | 73,30      | Sultana Frizell       | 73,21      | Bianca Perie     | 70,57    |

## Rekordy
Podczas mityngu ustanowiono 3 krajowe rekordy w kategorii seniorów:
| Zawodnik      | Reprezentacja | Konkurencja                        | Rezultat |
| ------------- | ------------- | ---------------------------------- | -------- |
| Mosito Lehata | Lesotho       | bieg na 100 metrów                 | 10,23    |
| Femi Ogunode  | Katar         | bieg na 200 metrów                 | 20,16    |
| Amina Betiche | Algieria      | bieg na 3000 metrów z przeszkodami | 9:34,20  |